# Haemanthus
Haemanthus L. es un género de pequeñas plantas perennes y planta bulbosa perteneciente a la familia Amaryllidaceae, el cual comprende 22 especies nativas de Sudáfrica. Desde su llegada a Europa a principios del siglo XVII, provenientes del cabo de Buena Esperanza, las especies de este género han gozado de gran popularidad por sus vistosas inflorescencias de colores brillantes.

## Etimología
El nombre Haemanthus deriva de las palabras griegas haima y anthos, y significa «flor de sangre» en alusión al color rojo sangre de las flores de Haemanthus coccineus, la cual fue la primera especie del género en ser descrita. Los nombres comunes en inglés son paintbrush y powderpuff, los cuales hacen alusión al parecido de las inflorescencias de estas especies con cepillos o pinceles.

## Historia botánica

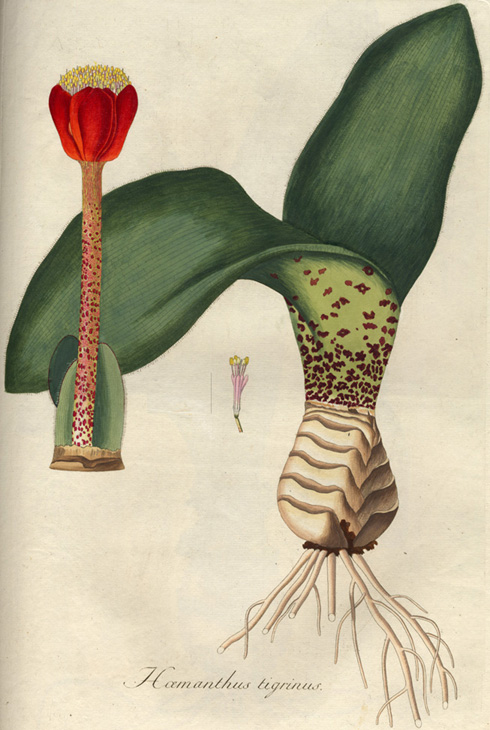
Dibujo de Haemanthus coccineus ilustrado por Nikolaus Joseph von Jacquin, 1797-1798. Obsérvese la flor solitaria dibujada en el centro.

El género Haemanthus fue establecido por Linneo en 1753. En 1838 Constantine Samuel Rafinesque dispuso a Haemanthus pubescens en un nuevo género denominado Leucodesmis, a H. coccineus en Perihema y a H. carneus en Serena. Más tarde, el botánico inglés Richard Anthony Salisbury en su obra póstuma de 1866 Genera of Plants incluyó a H. amarylloides en el género Melicho y a H. albiflos en Diacles. El género fue ilustrado en el libro Plantarum Rariorum Horti Caesarei Schoenbrunnensis: descriptiones et icones (1797-98) de Nikolaus Joseph von Jacquin donde se describen las rarezas cultivadas en los invernáculos de Schönbrunn.
El primer tratamiento taxonómico profundo del género fue realizado por John Gilbert Baker en 1896 y publicado en Flora Capensis. Desde ese momento hasta 1976 no se publicó ninguna novedad en Haemanthus y, en ese año, se dio a conocer una breve revisión del género que incluía solamente 6 especies y, tal vez lo más importante, su separación del género afín Scadoxus. Recién en 1984 se publicó una profunda revisión taxonómica del género realizada por la botánica Deidré Snijman en la cual se describen 21 especies. Haemanthus pauculifolius, que se halla restringida en su distribución a una sola localidad, fue coleccionada y descripta posteriormente.

## Descripción

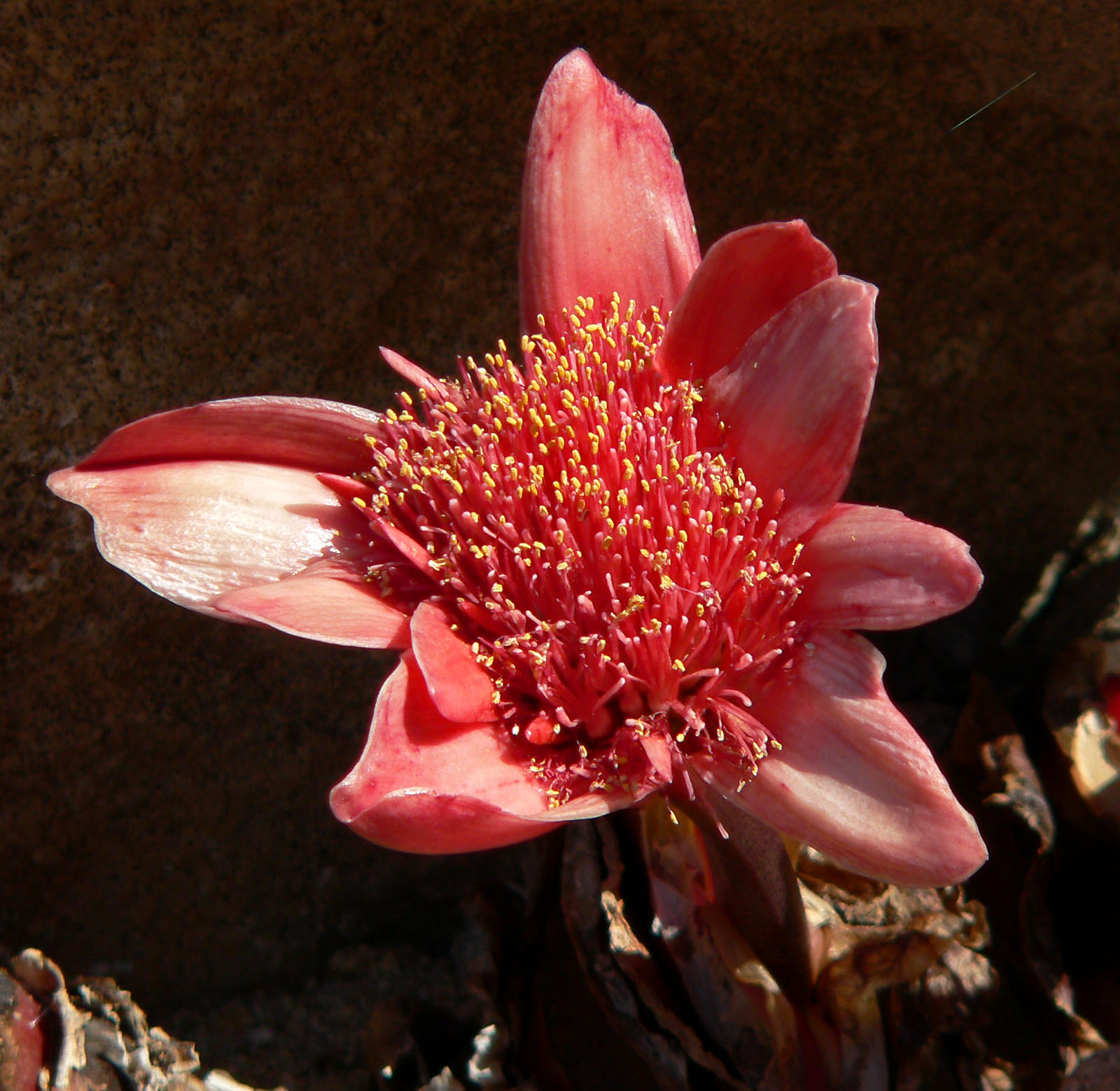
Inflorescencia de Haemanthus coccineus. Las brácteas parecidas a pétalos que rodean a la umbela, las flores pequeñas y los estambres más largos que los tépalos, contribuyen a generar el efecto de que la inflorescencia parezca una única flor.

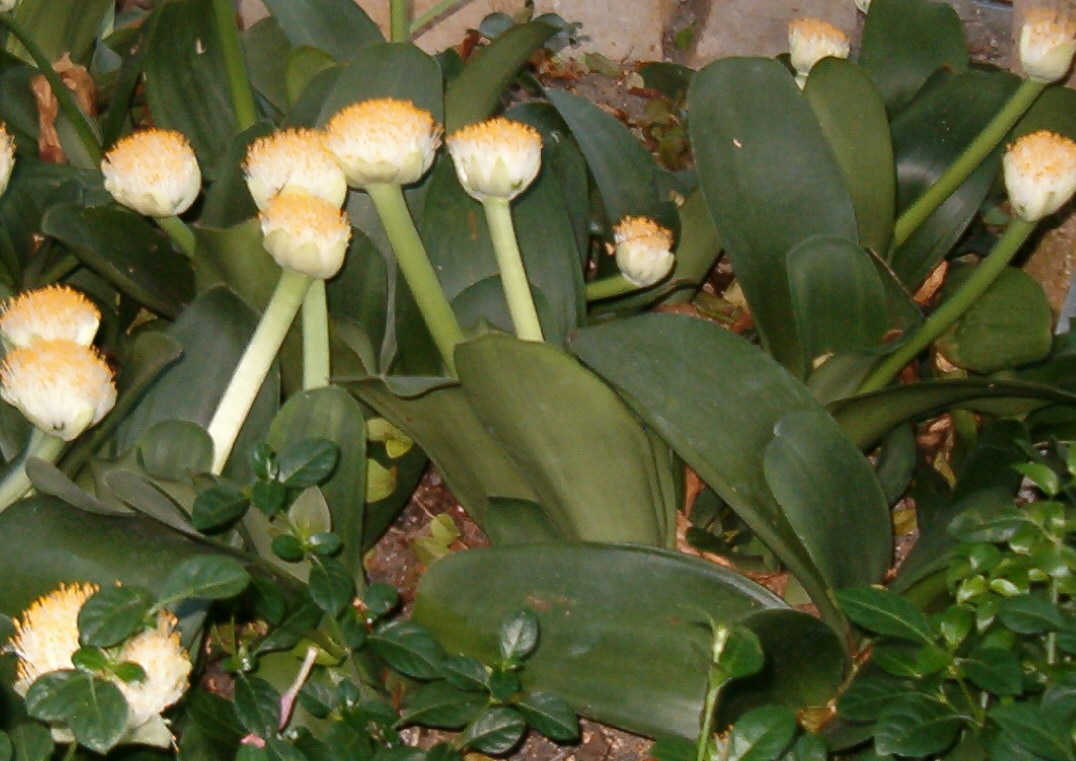
Hojas e inflorescencia de Haemanthus albiflos

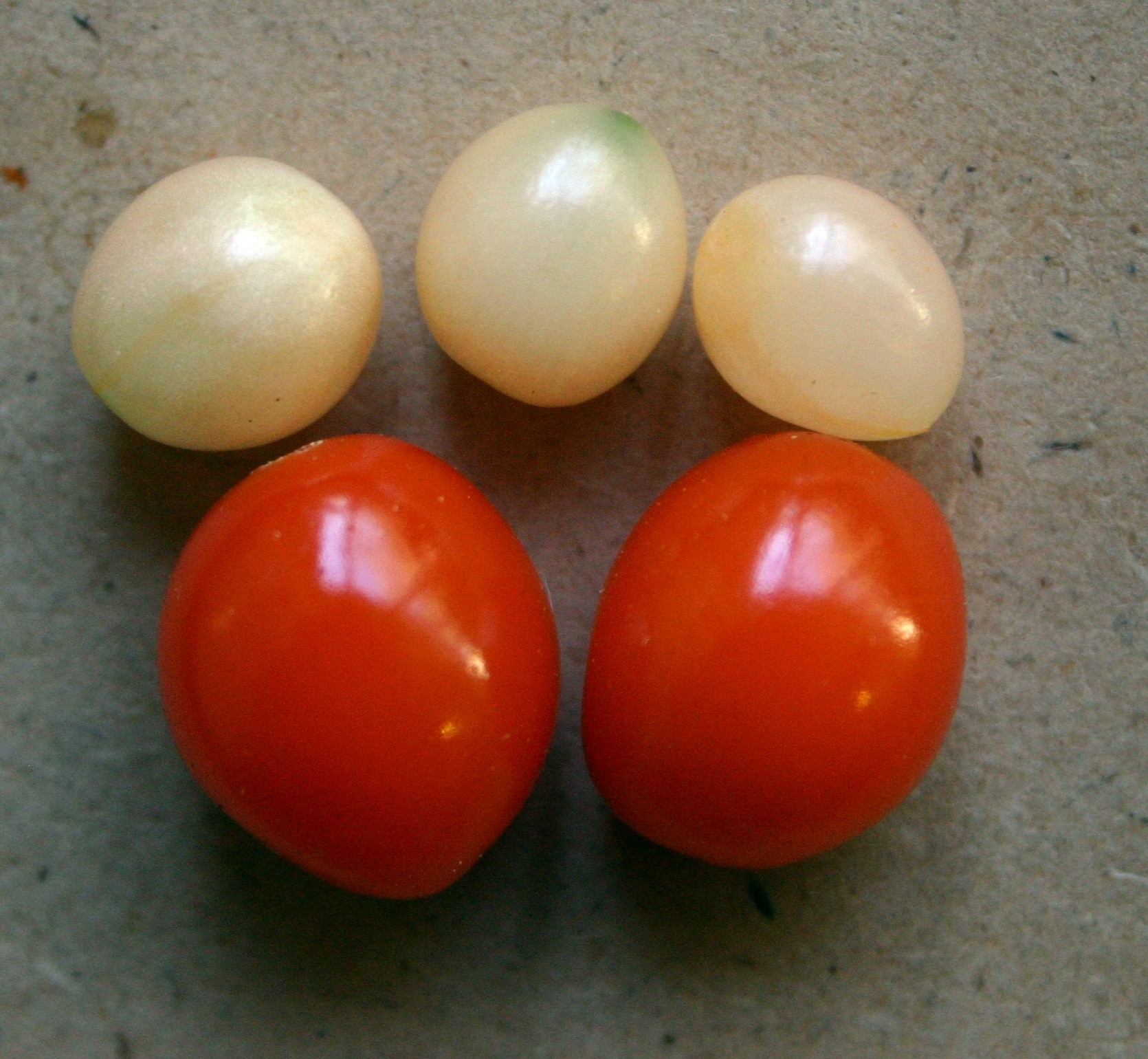
Frutos (de color rojo) y semillas (opalescentes) de Haemanthus albiflos

Son plantas herbáceas, perennes y bulbosas, con bulbo tunicado, grande, rodeado de túnicas carnosas. 
La mayoría de las especies de Haemanthus son deciduas, solo tres de ellas ( H. albiflos , H. deformis y H. pauculifolius) son perennifolias. Las hojas son coriáceas, membranosas o carnosas, cortas, anchas, obtusas y arrosetadas. Pueden ser desde postradas y densamente pubescentes (como en H. pubescens ssp. pubescens) hasta erectas y algo pegajosas (como en el caso de H. nortieri), mientras que en otros casos se hallan coloreadas de marrón en su cara inferior (H. barkerae). Es sumamente curioso el caso de H. nortieri, especie que posee una sola hoja solitaria, con forma de cuchara, textura coriácea y hábito erecto. Ambas caras de la hoja son pegajosas por lo que las mismas aparecen siempre cubiertas por una fina capa de arena adherida a su superficie.
Presentan flores actinomorfas, hermafroditas, pequeñas, rojas o blancas, dispuestas en umbelas bracteadas, en la extremidad de un escapo sólido. Las flores se hallan ubicadas tan apretadamente en la inflorescencia, que la misma parece una única flor. Además las brácteas de la inflorescencia, a menudo coloreadas y muy similares a «pétalos», contribuyen a generar el efecto de simular que la totalidad de la inflorescencia parezca una sola flor. El perigonio está formado por 6 tépalos unidos en la base formando un corto tubo, subcilíndrico, con los segmentos lineares o lanceolados, generalmente extendidos, más largos que el tubo. El androceo está formado por 6 estambres, los cuales se insertan en la garganta del perigonio y, a menudo, sobresalen por encima de los tépalos. Los filamentos son filiformes y las anteras son pequeñas, oblongas y dorsifijas.
El ovario es ínfero, globoso, trilocular, con los lóculos 1-2 ovulados. El estilo es filiforme y el estigma es tricuspidado. El fruto es una baya (excepto en H. tristis) ovoide a globosa, a menudo monospermada, indehiscente. Cuando está totalmente maduro el fruto puede tener color blanco, anaranjado, rosado o rojo y, usualmente, es aromático. Cada fruto lleva unas pocas semillas ovoides, carnosas, rojas, verdes u opalescentes, las cuales contienen un embrión grande, de color verde.

## Relaciones con otros géneros de la misma tribu
Dentro de las Amarilidáceas, Haemanthus se halla dispuesto en la tribu Haemantheae, que agrupa seis géneros de distribución enteramente africana: Clivia, Scadoxus, Cryptostephanus, Apodolirion, Gethyllis y Haemanthus. Esta tribu africana comprende géneros que presentan fruto en forma de baya carnosa y con semillas de viabilidad breve. Como excepción a los restantes géneros de las Amarilidáceas, algunos de los géneros de esta tribu no tienen bulbo sino raíces fasciculadas, como por ejemplo Clivia, Cryptostephanus y Scadoxus. Los números cromosómicos básicos de los miembros de esta tribu son x= 6, 8, 9, 11 y 12. El cladograma que muestra la relación entre los géneros de esta tribu es el siguiente:
|  | Apodolirion |
|  |             |

|  | Gethyllis |
|  |           |

|  | Scadoxus   |
|  |            |
|  | Haemanthus |
|  |            |

|  | Gethyllis |
|  |           |

|  | Scadoxus   |
|  |            |
|  | Haemanthus |
|  |            |

|  | Apodolirion |
|  |             |

|  | Gethyllis |
|  |           |

|  | Scadoxus   |
|  |            |
|  | Haemanthus |
|  |            |

|  | Gethyllis |
|  |           |

|  | Scadoxus   |
|  |            |
|  | Haemanthus |
|  |            |

|  | Apodolirion |
|  |             |

|  | Gethyllis |
|  |           |

|  | Scadoxus   |
|  |            |
|  | Haemanthus |
|  |            |

|  | Gethyllis |
|  |           |

|  | Scadoxus   |
|  |            |
|  | Haemanthus |
|  |            |

|  | Apodolirion |
|  |             |

|  | Gethyllis |
|  |           |

|  | Scadoxus   |
|  |            |
|  | Haemanthus |
|  |            |

|  | Gethyllis |
|  |           |

|  | Scadoxus   |
|  |            |
|  | Haemanthus |
|  |            |

|  | Apodolirion |
|  |             |

|  | Gethyllis |
|  |           |

|  | Scadoxus   |
|  |            |
|  | Haemanthus |
|  |            |

|  | Gethyllis |
|  |           |

|  | Scadoxus   |
|  |            |
|  | Haemanthus |
|  |            |

|  | Apodolirion |
|  |             |

|  | Gethyllis |
|  |           |

|  | Scadoxus   |
|  |            |
|  | Haemanthus |
|  |            |

|  | Gethyllis |
|  |           |

|  | Scadoxus   |
|  |            |
|  | Haemanthus |
|  |            |

|  | Apodolirion |
|  |             |

|  | Gethyllis |
|  |           |

|  | Scadoxus   |
|  |            |
|  | Haemanthus |
|  |            |

|  | Gethyllis |
|  |           |

|  | Scadoxus   |
|  |            |
|  | Haemanthus |
|  |            |

|  | Apodolirion |
|  |             |

|  | Gethyllis |
|  |           |

|  | Scadoxus   |
|  |            |
|  | Haemanthus |
|  |            |

|  | Gethyllis |
|  |           |

|  | Scadoxus   |
|  |            |
|  | Haemanthus |
|  |            |

|  | Apodolirion |
|  |             |

|  | Gethyllis |
|  |           |

|  | Scadoxus   |
|  |            |
|  | Haemanthus |
|  |            |

|  | Gethyllis |
|  |           |

|  | Scadoxus   |
|  |            |
|  | Haemanthus |
|  |            |

|  | Apodolirion |
|  |             |

|  | Gethyllis |
|  |           |

|  | Scadoxus   |
|  |            |
|  | Haemanthus |
|  |            |

|  | Gethyllis |
|  |           |

|  | Scadoxus   |
|  |            |
|  | Haemanthus |
|  |            |

|  | Apodolirion |
|  |             |

|  | Gethyllis |
|  |           |

|  | Scadoxus   |
|  |            |
|  | Haemanthus |
|  |            |

|  | Gethyllis |
|  |           |

|  | Scadoxus   |
|  |            |
|  | Haemanthus |
|  |            |

|  | Apodolirion |
|  |             |

|  | Gethyllis |
|  |           |

|  | Scadoxus   |
|  |            |
|  | Haemanthus |
|  |            |

|  | Gethyllis |
|  |           |

|  | Scadoxus   |
|  |            |
|  | Haemanthus |
|  |            |

|  | Apodolirion |
|  |             |

|  | Gethyllis |
|  |           |

|  | Scadoxus   |
|  |            |
|  | Haemanthus |
|  |            |

|  | Gethyllis |
|  |           |

|  | Scadoxus   |
|  |            |
|  | Haemanthus |
|  |            |

|  | Apodolirion |
|  |             |

|  | Gethyllis |
|  |           |

|  | Scadoxus   |
|  |            |
|  | Haemanthus |
|  |            |

|  | Gethyllis |
|  |           |

|  | Scadoxus   |
|  |            |
|  | Haemanthus |
|  |            |

|  | Apodolirion |
|  |             |

|  | Gethyllis |
|  |           |

|  | Scadoxus   |
|  |            |
|  | Haemanthus |
|  |            |

|  | Gethyllis |
|  |           |

|  | Scadoxus   |
|  |            |
|  | Haemanthus |
|  |            |

|  | Apodolirion |
|  |             |

|  | Gethyllis |
|  |           |

|  | Scadoxus   |
|  |            |
|  | Haemanthus |
|  |            |

|  | Gethyllis |
|  |           |

|  | Scadoxus   |
|  |            |
|  | Haemanthus |
|  |            |

### Diferencias conScadoxus

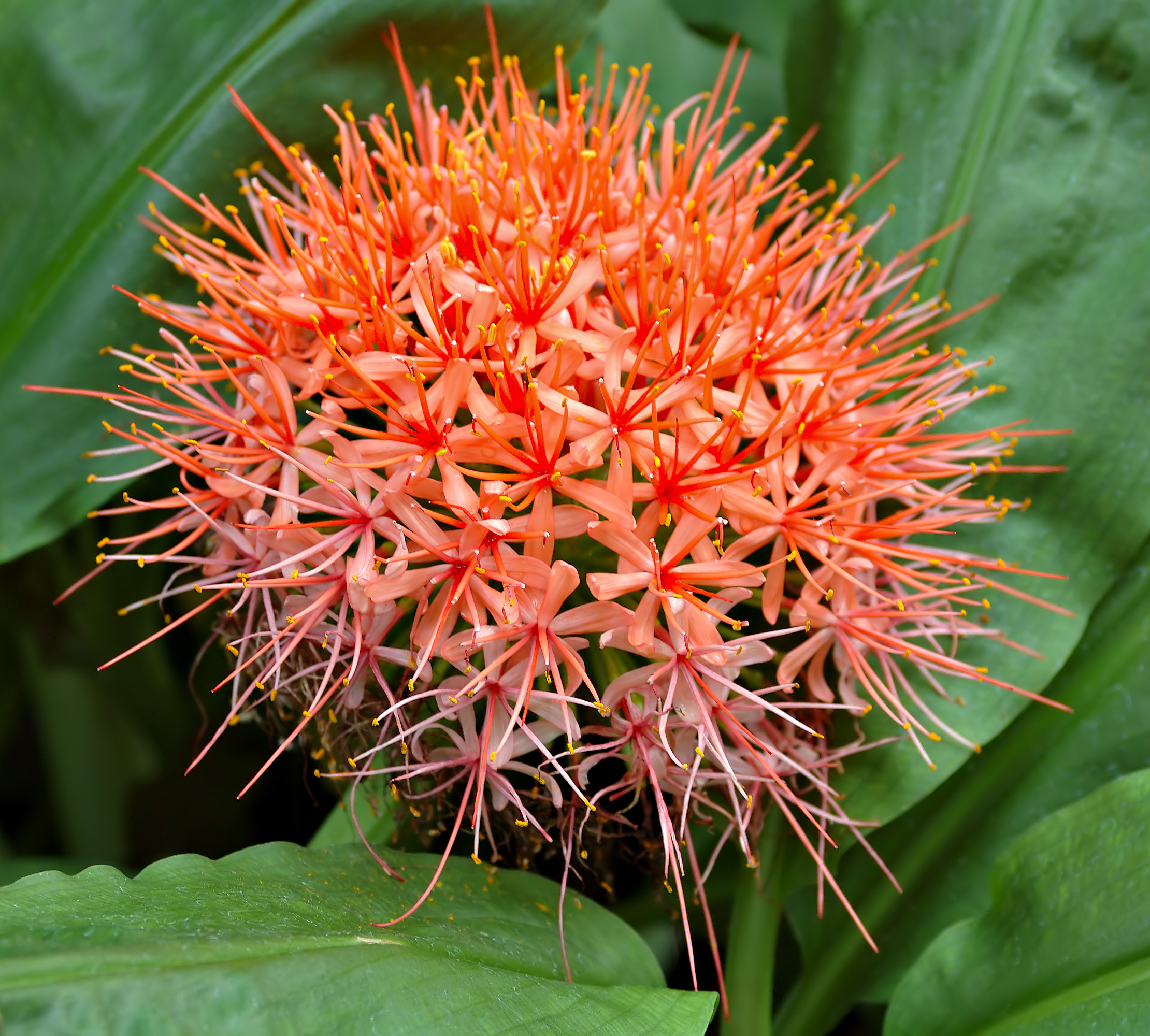
Scadoxus es un género muy afín a Haemanthus. Una de las diferencias entre ambos es la presencia de una nervadura media bien marcada, carácter ausente en Haemanthus y presente en Scadoxus, como puede apreciarse en las hojas de este ejemplar de Scadoxus cinnabarinus.

Scadoxus, previamente incluido dentro de Haemanthus, se distingue principalmente por presentar un rizoma fibroso en vez de bulbo, por sus hojas finas y con nervadura media bien marcada, que contrasta con las hojas suculentas o coriáceas sin nervadura media de Haemanthus. Las hojas de Scadoxus, por otro lado, se disponen alternadamente sobre un pseudotallo, mientras que las de Haemanthus son opuestas y no presentan pseudotallo. 
Además de las diferencias morfológicas, el análisis cromosómico de nueve especies de Haemanthus y de cuatro especies de Scadoxus permitió concluir que ambos géneros se diferencian en el número cromosómico: 16 cromosomas en Haemanthus y 18 cromosomas en Scadoxus. Además, se observó que los cromosomas de ambos géneros son muy similares entre sí y que se diferencian, básicamente, con respecto a una translocación que dio como resultado una reducción diploide en el número cromosómico de Haemanthus.

## Distribución

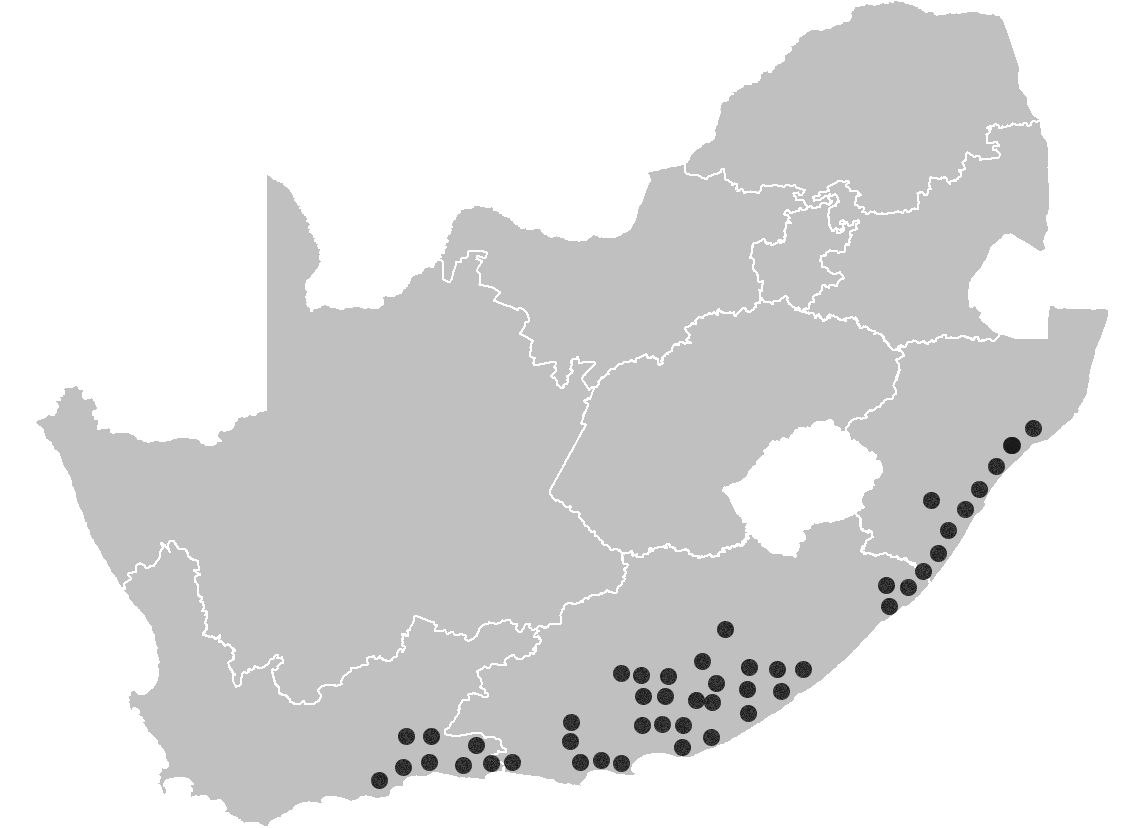
Distribución costera y generalizada de Haemanthus albiflos en Sudáfrica

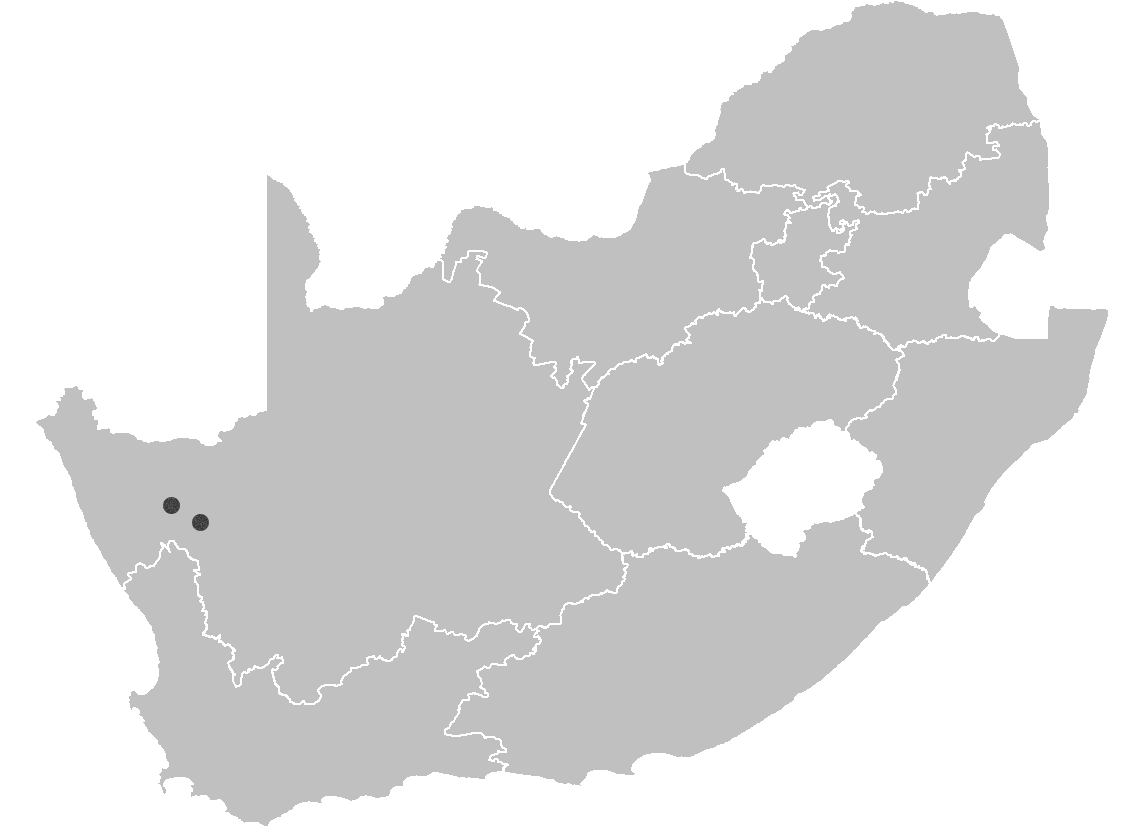
Distribución restringida de Haemanthus dasyphyllus

Todas las especies del género son oriundas de Sudáfrica y se concentran principalmente en Namaqualand, hacia el norte de El Cabo, que es una región árida. Quince especies se encuentran casi exclusivamente en las regiones con lluvias invernales y seis en las regiones con lluvias estivales. Solo una especie, Haemanthus albiflos, ocupa ambas regiones a lo largo de la costa marítima del este de Sudáfrica. Existen especies con una distribución bastante amplia ya que ocupan tanto hábitats en la costa como dentro del continente, tales como H. coccineus, H. sanguineus y H. humilis. Sin embargo, hay especies con una distribución sumamente restringida, como por ejemplo Haemanthus dasyphyllus,  H. canaliculatus, H. pumilio y H. nortieri. Estos taxa ocupan áreas pequeñas, planas y sometidas a inundaciones estacionales.

## Ecología
Los bulbos subterráneos permiten a las plantas de Haemanthus subsistir en un estado de letargo durante los períodos secos y desfavorables para el crecimiento. Las especies de las regiones de lluvias estivales son convencionales en el sentido que producen las flores y el follaje simultáneamente en el verano. 
Las especies que se distribuyen en las regiones con lluvias invernales, en cambio, tienen el hábito de florecer en el otoño y de producir el follaje más tarde, durante el invierno.
En su hábitat en las montañas del Cabo occidental, muchas especies de Haemanthus son inducidas a florecer profusamente luego de los incendios estivales que periódicamente limpian la vegetación que las rodea.

## Listado de especies

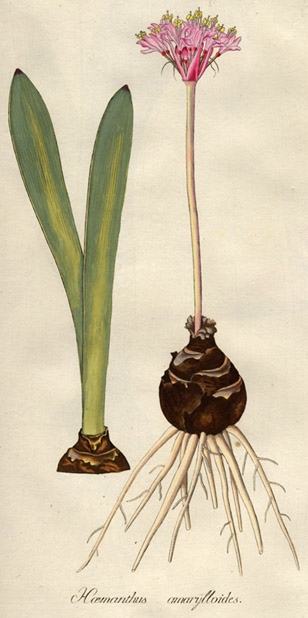
Haemanthus amarylloides ilustración que muestra la hoja, la inflorescencia y el bulbo.

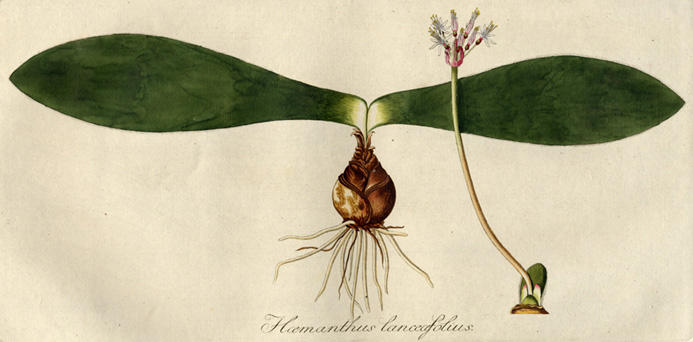
Dibujo de Haemanthus lanceifolius.

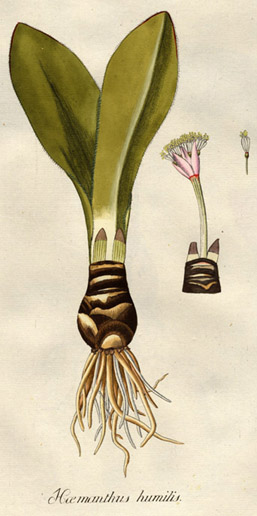
Imagen de Haemanthus humilis.

Haemanthus comprende 22 especies, las cuales se listan a continuación:

- Haemanthus albiflos  Jacq. (1797)
- Haemanthus amarylloides  Jacq. (1804)
- Haemanthus avasmontanus  Dinter (1923)
- Haemanthus barkerae  Snijman (1981)
- Haemanthus canaliculatus  Levyns (1966)
- Haemanthus carneus  Ker Gawl. (1821)
- Haemanthus coccineus  L. (1753) - especie tipo -
- Haemanthus crispus  Snijman (1981)
- Haemanthus dasyphyllus  Snijman (1984)
- Haemanthus deformis  Hook.f. (1871)
- Haemanthus graniticus  Snijman (1984)
- Haemanthus humilis  Jacq. (1804)
- Haemanthus lanceifolius  Jacq. (1797)
- Haemanthus montanus  Baker (1896)
- Haemanthus namaquensis  R.A.Dyer (1940)
- Haemanthus nortieri  Isaac (1937)
- Haemanthus pauculifolius  Snijman & A.E.van Wyk (1993)
- Haemanthus pubescens  L.f. (1782)
- Haemanthus pumilio  Jacq. (1797)
- Haemanthus sanguineus  Jacq. (1804)
- Haemanthus tristis  Snijman (1984)
- Haemanthus unifoliatus  Snijman (1984)

## Usos
Varias especies de Haemanthus se utilizan como plantas ornamentales por la belleza de sus flores, como por ejemplo Haemanthus albiflos y H. coccineus.
Son especies poco resistentes, las cuales se deben cultivar en maceta en interior o en invernadero. Los bulbos se entierran a ras del suelo, en un sustrato de tierra, turba y arena en partes iguales. Es preferible una ubicación soleada. Durante el período vegetativo se debe abonar y regar regularmente con fertilizante líquido. En verano, luego de la floración, la planta entra en reposo, pierde las hojas y, en ese momento, se deben suspender los riegos y los abonos. 
La multiplicación usualmente se realiza por división de los bulbos durante el período de reposo vegetativo. El bulbo, que tiene muchas raíces carnosas, es muy sensible a los trasplantes, por lo que se debe dejar el máximo tiempo posible en el terreno. 
Se ha descubierto, por otro lado, que los extractos alcohólicos de los bulbos de Haemanthus albiflos ejercen una potente acción antiviral.

## Sinonimia
Los siguientes nombres se consideran sinónimos de Haemanthus.
- Leucodesmis Raf., (1838).
- Perihemia Raf., (1838).
- Serena Raf., (1838).
- Diacles Salisb., (1866).
- Gyaxis Salisb., (1866).
- Melicho Salisb., (1866).[15]